# Поијате (Белуно)
Поијате (итал. Poiatte) је насеље у Италији у округу Белуно, региону Венето.
Према процени из 2011. у насељу је живело 67 становника. Насеље се налази на надморској висини од 396 м.